# Кукута
Ку́кута (Сан-Хосе-де-Кукута) (исп. Cúcuta, San Jose de Cúcuta) — административный центр департамента Норте-де-Сантандер, находится на северо-востоке Колумбии на границе с Венесуэлой.

## Этимология
С 1733 по 1793 год город назывался Сан-Хосе-де-Гвазималес, а затем Сан-Хосе-де-Кукута. «Сан Хосе» — это святой Иосиф, муж Девы Марии, а Кукута на языке бари означает «Дом гоблинов».
Город часто шутливо называют «городом без границ», «городом лесов» и «жемчужиной Севера».

## Географическое положение
Кукута лежит на высоте 320 м над уровнем моря в Восточных Кордильерах в Андах.
Среднегодовая температура составляет 28ºС.
Город находится на расстоянии около 600 км от Боготы и около 550 км от Каракаса в Венесуэле. Близлежащий населённый пункт — Сан-Антонио в Венесуэле. Оба города находятся в «свободной торговой зоне», дающей жителям право свободного передвижения.
На востоке город граничит с Венесуэлой и Пуэрто-Сантандер, на юге — с Вилла-дель-Росарио, Бохалема и Лос-Пасиос, на севере — с Тибу, а на западе — с Эль-Зулия и Сан-Каэтано.

## Климат
| Показатель              | Янв. | Фев. | Март | Апр. | Май  | Июнь | Июль | Авг. | Сен. | Окт. | Нояб. | Дек. | Год  |
| ----------------------- | ---- | ---- | ---- | ---- | ---- | ---- | ---- | ---- | ---- | ---- | ----- | ---- | ---- |
| Средний максимум, °C    | 31,2 | 31,4 | 31,7 | 31,6 | 32,7 | 32,6 | 32,7 | 33,8 | 34,0 | 33,0 | 31,9  | 31,1 | 32,3 |
| Средняя температура, °C | 26,1 | 26,6 | 27,0 | 27,0 | 27,7 | 27,9 | 27,9 | 28,3 | 28,3 | 27,6 | 26,7  | 26,2 | 27,2 |
| Средний минимум, °C     | 20,7 | 21,1 | 21,8 | 22,0 | 22,6 | 23,0 | 22,8 | 22,9 | 22,7 | 22,0 | 21,7  | 21,0 | 22,0 |
| Норма осадков, мм       | 37   | 33   | 57   | 106  | 85   | 37   | 32   | 33   | 72   | 140  | 117   | 69   | 785  |
| Источник: World Climate |      |      |      |      |      |      |      |      |      |      |       |      |      |

## История

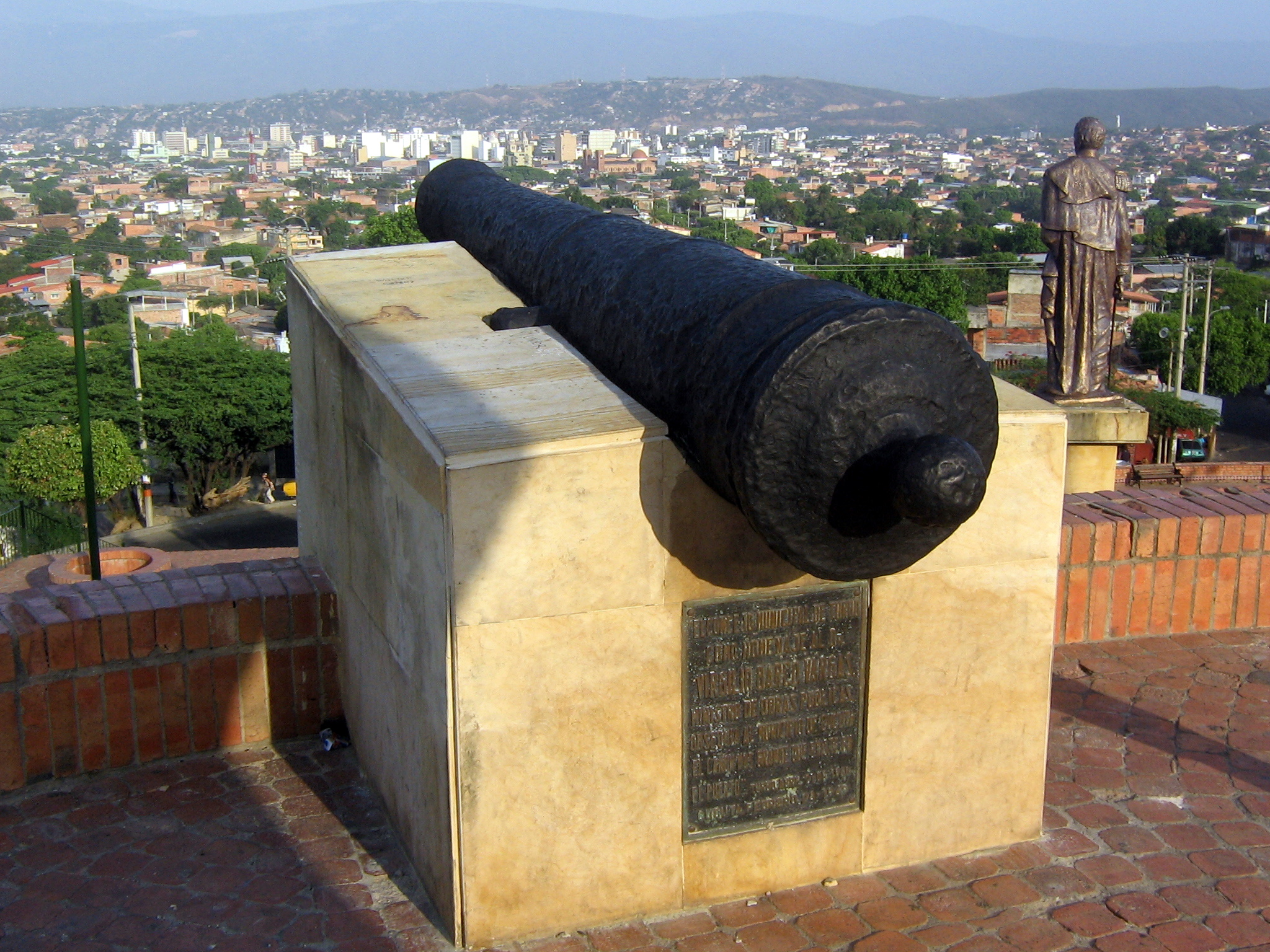
Памятник в честь битвы при Кукуте

Поселение Кукута существовало ещё до прихода испанцев. Город Кукута был основан 17 июня 1733 года. Город, центром которого была церковь, разрастался благодаря своему выгодному географическому положению.
Битва при Кукуте стала одним из самых значительных событий XIX века и частью истории борьбы за независимость Колумбии и Венесуэлы. 28 февраля 1813 года Кукуту захватил Симон Боливар. Битва между испанскими войсками и освободительными войсками продолжалась с 9 утра до полудня и закончилась победой Боливара. Победа принесла городу независимость, отсюда начался поход Боливара на Каракас.
В 1821 году в церкви розенкрейцеров в Кукуте заседал конституционный конгресс Великой Колумбии. Целью конгресса было объединение народов Новой Гранады (современные Колумбия и Панама) и Венесуэлы и создание нового государства: Республики Колумбия (ныне Великая Колумбия). Президентом Республики Колумбии был избран Симон Боливар, вице-президентом — Франциско де Паула Сантандер.

### 16-го века: Первые европейские вторжения

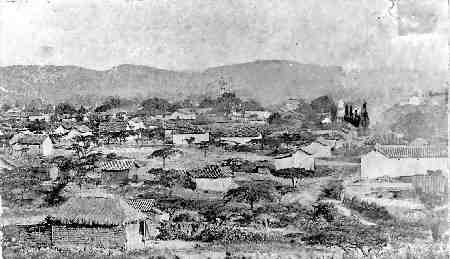
Кукута. 19-го века

Первым европейцем на территории Северного Сантандера был немецкий Конкистадор Амброзио Альфингер, которые пришли из Санта-Ана-де-Коро (Венесуэла) в 1530 году с отрядом авантюристов, и вторглись в неизведанный восточный регион вновь созданной провинции Санта-Марта.
Альфингер, в поисках Эльдорадо, прибыл в район коренных поселений под названием Тамаламек вдоль реки Магдалена, сражаясь и побеждая несколько племен. Альфингер был в конечном итоге убит на окраине нынешней Чинакоты в битве с Чимилой и Читареро. Когда Альфингер мертв, Fedro St. Мартин взял командование войсками и вернулся в Коро, проходящей через территорию Кукута.
В 1541 году, Эрнан Перес де Кесада достигли территории Чинакоты, но пришлось вернуться в том же году из-за сопротивления со стороны коренных народов. Вскоре после этого, Альфонсо Перес де Толоса покинул Эль-Токуйо (Венесуэла) и отправился в Салазар-де-Лас-Пальмас, через Кукуту, но и тут  пришлось повернуть назад, потеряв много солдат в столкновениях с местными жителями.
В 1549 году испанские войска, под командованием Педро де Урсуа и Ортуна Веласко, вторгся в Северный Сантандер и добрался до долины Памплоны. Отдавая дань испанскому городу Памплона, испанцы основали город Памплона. Новый город вскоре привлек многочисленных людей из-за его приятного климата, и золотые прииски, обнаруженные в регионе. Дальнейшие экспедиции покинули этот город и завершили завоевание нынешней территории Северного Сантандера.
Экспедиция под командованием Диего де Монтес основала город Салазар, но вскоре он был разрушен Касик Кинера. В 1583 году, город был перестроен Алонсо Эстебаном Рангелем (прадедушка основателя Кукута), на сайте, более подходящем для его защиты в случае новых нападений туземцев.
Вторая экспедиция, под командованием капитана Франсиско Фернандес де Контрераса, достигли земель группы коренных народов Хакаритам и, 26 июля, 1572 году, основал город Оканья, назвав его «Санта-Ана-де-Хакари». Некоторые из его коллег назвали его «Новый Мадрид», и другие Санта-Ана из Окана. В следующем году, Антонио Ороско, подчиненный Фернандеса, основал город Теорама, в то время как Августинские монахи основали монастырь в сегодняшнем городе Чинакота.
18 мая 1875 года город был практически полностью разрушен во время землетрясения, но вскоре полностью восстановлен.
С появлением железной дороги в XIX веке началось индустриальное развитие города. В 1960 году железнодорожная компания обанкротилась.

## Достопримечательности
- памятник в честь битвы при Кукуте
- памятник основателю Кукуты Жуану Рангелю де Квеллар
- памятник Симону Боливару и Франциско де Паула Сантандер

Кукута — очень зелёный город, во многом благодаря реконструкции после землетрясения 1875 года. В нём несколько больших парков, например, парк Сантандера, Колониальный парк и парк Симона Боливара, засаженные пальмами.
Восхищение гостей города вызывает Авеню света, засаженное фикусами и другими экзотическими растениями, образующими настоящий зелёный туннель.

## Транспорт

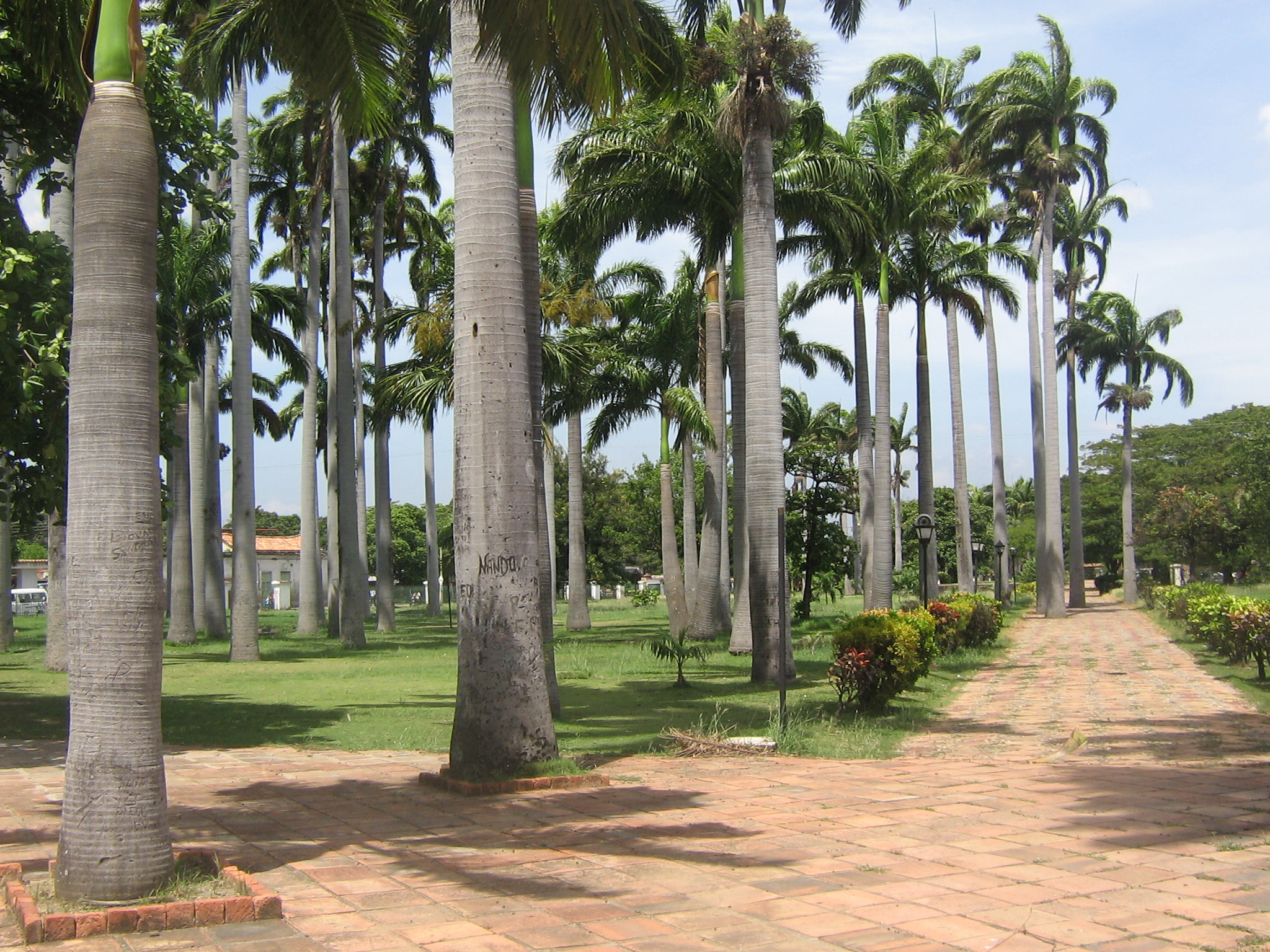
Парк Великой Колумбии

Международный аэропорт имени Камильо Даса — один из самых крупных по объёму перевозок в стране.
Автомобильное сообщение по шоссе в Букараманга и Оканьа.
Из-за близости к границе Венесуэлы город является важным торговым центром, благодаря свободной зоне торговли является самым активным пограничным городом Южной Америки.

## Валютный индекс
От названия города происходит название регионального валютного индекса CUCUTA, т.е. среднего реального курса обмена венесуэльского боливара на доллар США в этом приграничном городе. В начале 2017 года этот индекс составил несколько тысяч, при официальном курсе 1:10. Сайт DolarToday публикует ежедневные обновления этого индекса.

## Образование
Государственные университеты:
- Университет имени Франциско де Паула Сантандер
- Университет Памплоны

Частные университеты:
- Свободный Университет Колумбии
- Университет имени Сантандера
- Университет имени Антонио Нарино
- Университет Симона Боливара

## Спорт
Кукута — родина футбольного клуба Кукута Депортиво.